# Obenende
Das Obenende ist ein Stadtteil der Stadt Papenburg – längste und älteste Fehnstadt Deutschlands – im nördlichen Emsland und hat über 12.000 Einwohner. Das Obenende ist von zahlreichen Kanälen durchzogen, die die historischen Besiedelungsphasen nachzeichnen.

## Lage
Es grenzt nördlich an den Ortsteil Völlenerkönigsfehn der Gemeinde Westoverledingen, westlich an die Stadtteile Untenende, Bokel, Aschendorf und Herbrum und östlich an die Gemeinde Surwold.

## Geschichte

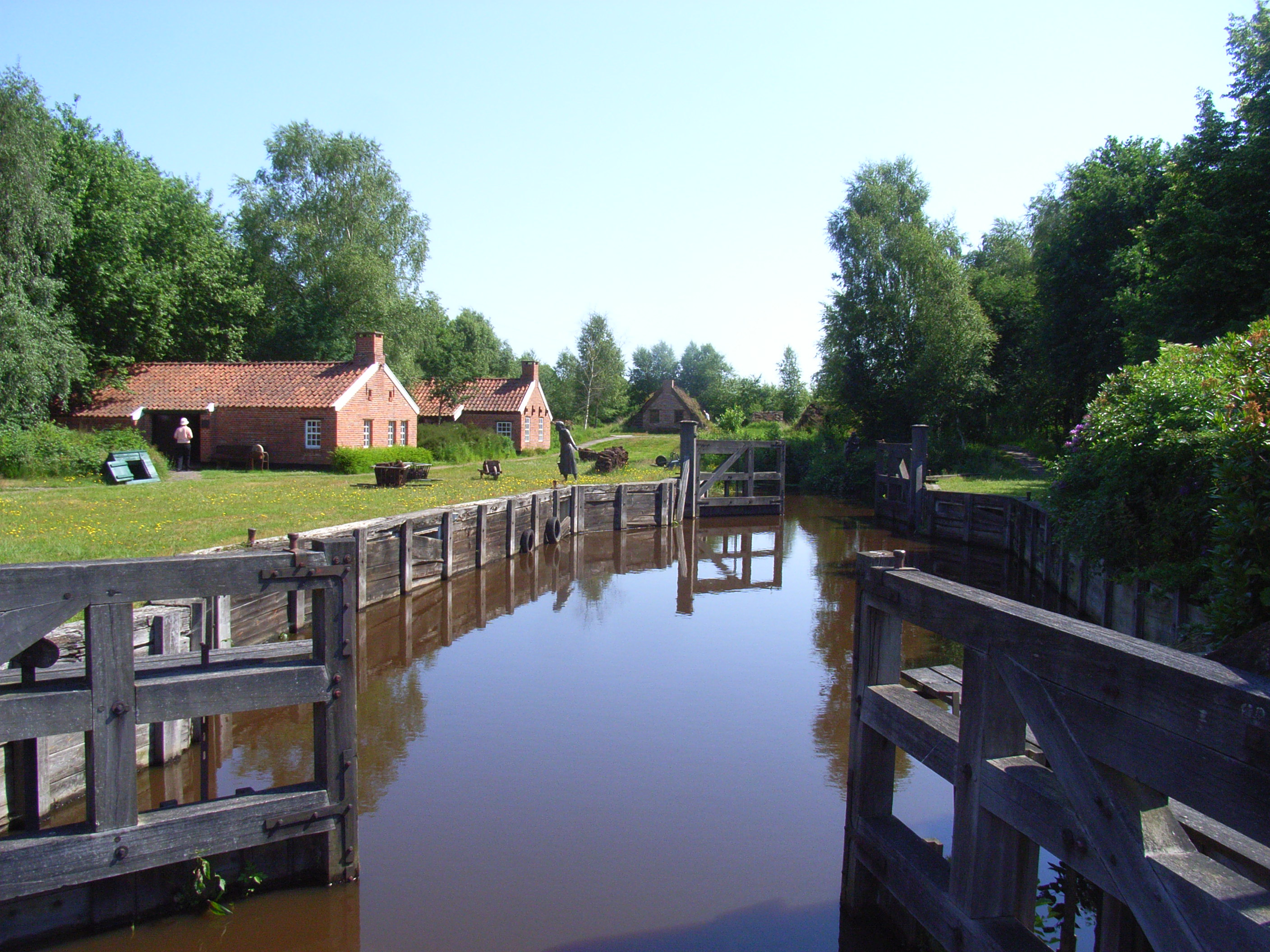
Von-Velen-Anlage am Splitting

Im Jahre 1683 wurde eine Kastenschleuse am Beginn des Mittelkanals errichtet. 1727 wurde vom Mittelkanal weiterführend der Bau des Splittingkanals begonnen, um das Moor zu entwässern und den gestochenen Torf über den Schiffsweg abzutransportieren. 1777 wurde die erste Schleuse auf dem Gebiet des Obenendes errichtet, das sogenannte Dritte Verlaat befindet sich gegenüber dem Hotel Hilling am Ende des Mittelkanals.
Als erster Kanal zweigt die Erste Wiek vom Splittingkanal ab. Im Jahre 1791 war die Erste Wiek so weit ausgegraben, dass die ersten Siedlerstellen, auch Plaatzen genannt, ausgegeben werden konnten. Etwa 400 Meter weiter dem Splittingkanal folgend von der Abzweigung der Erste Wiek, wurde die Umländerwiek abgezweigt. Bereits 1791 sind die ersten Siedler auf der Umländerwiek vermerkt. Von der Umländerwiek zweigt der Lüchtenburgkanal rechtwinklig ab. Der Lüchtenburgkanal ist nach einem Beobachtungsstand (beobachten = lugen) benannt, der sich am Weg von Papenburg nach Bockhorst befand. In einer Karte von 1797 wird er als „Lugtenburg“ bezeichnet. Im Jahre 1799 wird die vierte Kastenschleuse in der Umländerwiek errichtet (heute nicht mehr vorhanden).
Nach der Ersten Wiek und der Umländerwiek wurde als dritter Seitenkanal zum Splitting der Bethlehemkanal gegraben, im Jahre 1794 war der Bethlehemkanal bis zur Kurve Ecke Barenbergstraße fertiggestellt. Die Bezeichnung Bethlehemkanal soll von einer einsamen Siedlerstelle herrühren, die an den Stall zu Bethlehem erinnerte. Im Jahre 1873 wurde die Chemische Industrie AG gegründet und errichtete Betriebsstätten am Bethlehem, heute die „Neue Glashütte“. 1878 ist in Höhe der heutigen Wohnsiedlung Obermoor eine Glashütte errichtet worden, heute die „Alte Glashütte“.
Im Jahre 1871 wurde die Schleuse in Höhe des Forsthauses ihrer Bestimmung übergeben. Das letzte Teilstück des Splittingkanals wurde um das Jahr 1898 fertiggestellt und reicht nun bis nach Börgerwald an den Rand des Hümmling. Damit erreicht der Splittingkanal eine Länge von 12 km, von denen 7,5 km auf Papenburger Gebiet gegraben wurden. Während der Zeit des Nationalsozialismus hatte der Bethlehemkanal den Namen Süderwiek.

## Sehenswertes und Bauwerke

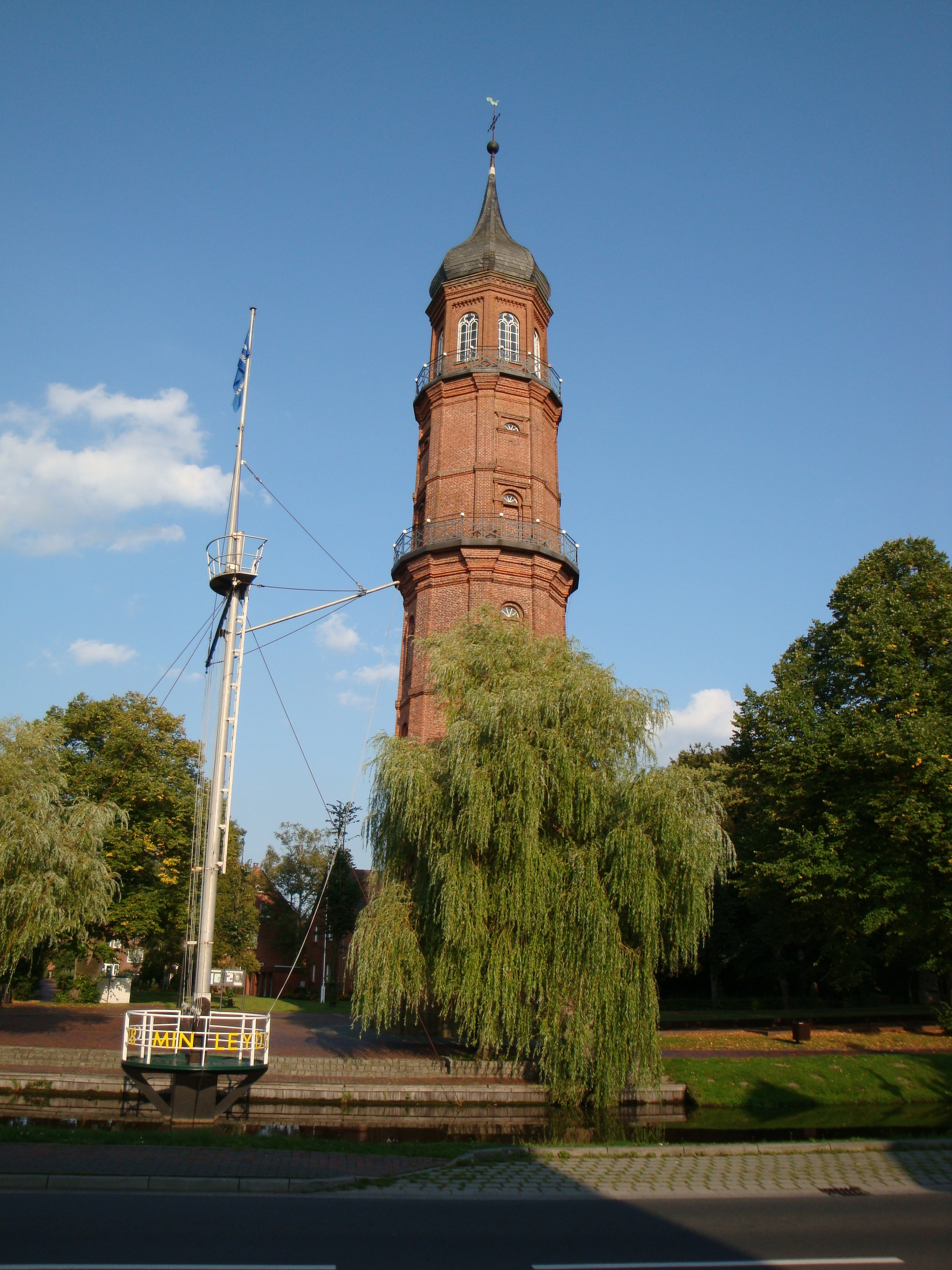
Der Alte Turm, eine Nachbildung des ehemaligen Leuchtturms von Riga.

- Der Alte Turm, eine Nachbildung des ehemaligen Leuchtturms von Riga. Der Alte Turm: Wahrzeichen des Stadtteils ist der Alte Turm, eine Nachbildung des ehemaligen Leuchtturms von Riga, der bereits Mitte des 19. Jahrhunderts errichtet wurde (Einweihung 1850). Interessierte Bürger haben ein Leuchtfeuer im Alten Turm etabliert.[3]
- St. Michaelskirche: Die Geschichte von St. Michael begann 1784, als im Auftrag der Familie Landsberg-Velen eine Kapelle an der Kreuzung Splitting und Umländerwiek errichtet wurde. Eine Stiftungsurkunde des Bistums Münster aus dem Jahr 1785 genehmigte endgültig die Eingaben des Pfarrers Frerking vom Untenende betreffend Abhaltung des Gottesdienstes in der Obenender Kapelle. Am 16. Oktober 1869 wurde aus der Filialkirche eine selbständige Gemeinde. Im September 1908 begann man mit dem Bau der neuen Michaelskirche. Das Gotteshaus wurde im November 1910 vollendet und am 12. September 1911 eingeweiht.
- St. Marienkirche: Die großen Entfernungen, die die Bewohner des Obenendes teilweise in Kauf nehmen mussten, um den Gottesdienst beizuwohnen, machten den Ruf nach einer zweiten Kirche immer lauter. Am 17. April wurde der erste Gottesdienst durch Pfarrer Brackel in der Turnhalle der Splittingschule gefeiert. Am 1. Mai 1956 war die Grundsteinlegung der St. Marienkirche. Eingeweiht wurde sie durch Weihbischof Johannes von Rudloff am 1. Mai 1957.[4]

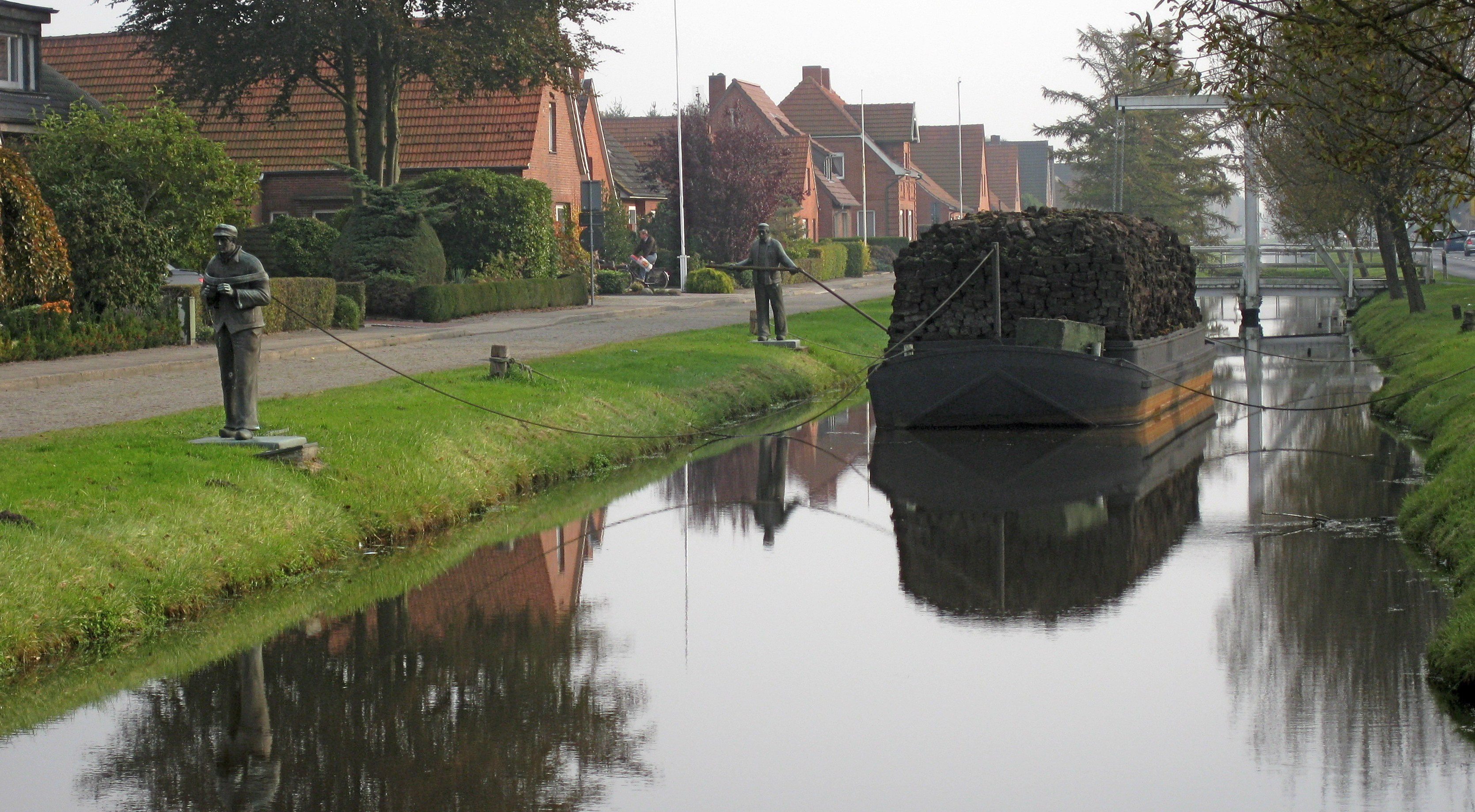
Treidelschiff am Splitting nahe der Von-Velen-Anlage.

- Treidelschiff am Splitting nahe der Von-Velen-Anlage. Von-Velen-Anlage: Nach dem Stadtgründer Dietrich von Velen benannte Museumsanlage mit historischen Bauten und Gebäuden.

## Bevölkerung
Das Obenende war traditionell ein Stadtteil der Arbeiter und Bauern. Der Großteil der Obenender Bevölkerung wohnte ursprünglich an den Kanälen, die das Obenende durchziehen: Mittelkanal, Splitting, Erste Wiek, Umländerwiek, Lüchtenburg, Bethlehem. Durch die Zunahme der Bevölkerung wurden neue Baugebiete erschlossen: Obermoor, Splitting West, An der Marienkirche, Mendelstraße, Am Takelmast.
Eine traditionsbedingte Rivalität, die heute der Vergangenheit angehört, waren die Fußballspiele zwischen den Sportvereinen Germania 08 vom Untenende und Amisia 09 vom Obenende. Seit 1994 sind die beiden Vereine zum SC Blau-Weiß Papenburg fusioniert.

## Bildung
Am Obenende gibt es drei Grundschulen: Michaelschule, Waldschule und Splittingschule. Die Oberschule Michaelschule ist die größte Schule der Stadt.
Zudem steht hier die Historisch Ökologische Bildungsstätte (HÖB), in der Tagungen und Vorträge stattfinden. Schulen und Kindergärten arbeiten oft mit der HÖB zusammen.

## Sport
Am Obenende gibt es drei Sportplätze, den Sportpark Obenende des SC Blau-Weiß Papenburg, den Sportplatz bei der Michaelschule, der ebenfalls im Besitz vom SC Blau-Weiß Papenburg ist, sowie den Sportplatz von Eintracht Papenburg. Während sich Eintracht Papenburg nur auf das Obenende bezieht, ist der SC Blau-Weiß Papenburg in der ganzen Stadt aktiv. Eintracht Papenburg wurde 1959 gegründet. Blau Weiß Papenburg gibt es seit 1994, seit der Fusion von Germania und Amisia.

## Religionen
Es gibt am Obenende zwei katholische Gemeinden, St. Michael im Zentrum des Obenendes und St. Marien an der Birkenalle, die evangelisch-lutherische Kirchengemeinde Papenburg, die evangelisch-reformierte Kirche am Splittingkanal und die muslimische Gemeinde der Fatih-Camii-Moschee am Mittelkanal. Eine besondere Attraktion ist der alljährliche Erntedankumzug mit 50 teilnehmenden Gruppen.